# Robert Egon
Robert Egon Spechtenhauser, meglio noto come Robert Egon, (Sindelfingen, 19 febbraio 1966 – Torvaianica, 30 gennaio 2010) è stato un attore tedesco.

## Biografia
Nato nella Germania Ovest, Robert Egon studiò arte e fotografia; in seguito si spostò in Italia. Lavorò come artista per alcuni anni a Roma, dove intraprese anche la carriera cinematografica e teatrale.
Esordì al cinema nel film drammatico/erotico Profumo (1987). Apparve poi nelle pellicole Voglia di rock, Il fantasma di Sodoma, Francesco, Massacre, Un gatto nel cervello e Belli e dannati.
Morì nel 2010 all'età di 44 anni.

## Filmografia

### Cinema
- Profumo, regia di Giuliana Gamba (1987)
- Voglia di rock, regia di Massimo Costa (1988)
- Francesco, regia di Liliana Cavani (1989)
- Un gatto nel cervello, regia di Lucio Fulci (1990)
- Capitan America, regia di Albert Pyun (1990)
- Belli e dannati, regia di Gus Van Sant (1991)
- Venerdì nero, regia di Aldo Lado (1993)

### Televisione
- Il fantasma di Sodoma, regia di Lucio Fulci – film TV (1988)
- Massacre, regia di  Andrea Bianchi – film TV (1989)
- College – serie TV, episodio 1x09 (1990)